# Charles Norris

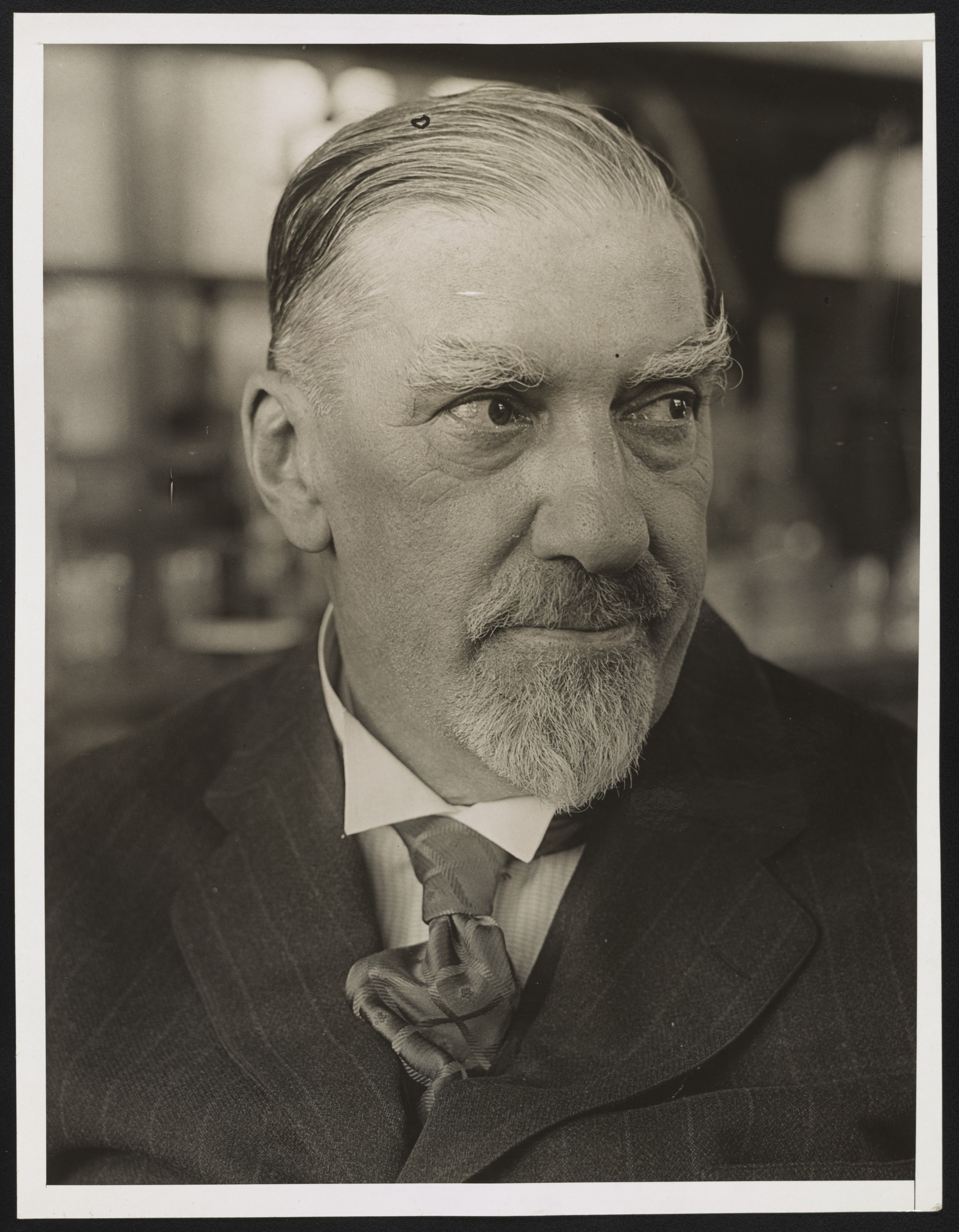
Norris, ca. 1920

Charles Norris (* 4. Dezember 1867 in Hoboken (New Jersey); † 11. September 1935 in New York City) war ein US-amerikanischer Rechtsmediziner und Pionier der forensischen Toxikologie. Er war vom 1. Februar 1918 bis zu seinem Tod 1935 der erste offizielle oberste Rechtsmediziner in New York.

## Ausbildung und erste Berufserfahrung
Norris entstammte einer der reichsten Familien in Philadelphia. Nach dem Schulbesuch studierte Norris an der Yale University und erwarb einen Bachelor in Philosophie mit Schwerpunkt Naturwissenschaften. Anschließend studierte er am Columbia University College of Physicians and Surgeons, wo er 1892 in Medizin promovierte. Nach vier Jahren Studienaufenthalt in Europa (unter anderem in Berlin und Wien) kehrte er nach New York zurück und wurde im Jahre 1904 Labordirektor bei den Bellevue and Allied Hospitals. Diese umfassten neben dem Bellevue Hospital das Gouverneur Hospital, das Harlem Hospital und das Fordham Hospital.

## Missstände im US-amerikanischen Coronersystem
Um die Wende zum 20. Jahrhundert war die Begutachtung ungeklärter Todesfälle in den USA Aufgabe der Coroner. Bei diesen handelte es sich meist nicht um ausgebildete Mediziner, und politische Beziehungen waren bei der Postenvergabe oft wichtiger als die berufliche Qualifikation. Viele Coroner nutzten ihre Stellung aus, um ihr ohnehin schon relativ üppiges Einkommen durch unsaubere Machenschaften weiter aufzubessern. Dies ging bis zur direkten Bestechlichkeit, wenn Selbstmorde oder gar Morde als Unfälle verbucht werden sollten.
Der am 1. Januar 1914 vereidigte neue Bürgermeister von New York City, John Purroy Mitchel, beauftragte Leonard M. Wallstein mit einer Untersuchung des New Yorker Coroner-Systems. Diese Untersuchung dauerte von Juni 1914 bis Januar 1915. In etwa 40 Prozent der insgesamt 320 überprüften Todesfälle fand Wallstein in den Akten keinen einzigen Beweis für die angebliche Todesursache. Auch fand er heraus, dass das Coronersystem die Stadtverwaltung von New York City jährlich 172.000 Dollar kostete, während das Medical Examiners Office von Suffolk County in Boston mit jährlich 32.500 Dollar auskam. Wallstein empfahl Mitchel die Abschaffung der Coroner und den Aufbau einer zentralen gerichtsmedizinischen Untersuchungsstelle nach dem Vorbild in Suffolk County. Am 7. April 1915 beschloss die Legislative in NYC die Abschaffung des bisherigen Coroner-Systems.

## Chief Medical Examiner of the City of New York

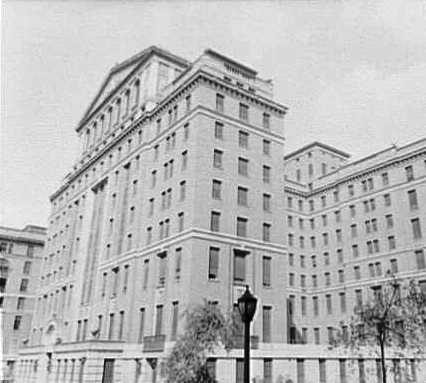
Das Bellevue Hospital im Jahr 1950

Anfang 1918 wurde das im Bellevue Hospital untergebrachte Office of Chief Medical Examiner of the City of New York (OCME) offiziell gegründet. Einen Monat später, am 1. Februar 1918, wurde Charles Norris gegen den Widerstand des neu gewählten New Yorker Bürgermeisters, John Francis Hylan, zum ersten offiziellen Leiter des OCME berufen. Zu einem der wichtigsten Mitarbeiter, die Norris engagierte, wurde der Biochemiker Alexander O. Gettler.
Norris hatte beim Betrieb seiner Behörde mit chronischer Unterfinanzierung zu kämpfen, so dass er zahlreiche Investitionen aus eigener Tasche bezahlen musste.

### Tetraethylblei
Die Standard Oil Company betrieb in einer Raffinerie in Bayway (New Jersey) Anfang der 1920er Jahre eine Anlage zur Produktion des Antiklopfmittels Tetraethylblei. Schon bald begannen die Arbeiter, die mit der Herstellung beschäftigt waren, sich seltsam zu verhalten, so dass das Gebäude unter den Arbeitern den Spitznamen The loony gas building (dt.: „Das verrückte Benzin-Gebäude“) bekam. Im Herbst 1924 verschlechterte sich der Zustand der Arbeiter rapide. 32 der 49 Arbeiter kamen ins Krankenhaus, 5 von ihnen starben. Das OCME wurde mit der Untersuchung beauftragt. Gettler konnte als Todesursache Bleivergiftung nachweisen. Nachdem Norris den Untersuchungsbericht vorgelegt hatte, verboten unter anderem New York City, New Jersey und Philadelphia bleihaltige Benzinzusätze. Dieses Verbot wurde von der Bundesregierung jedoch 1926 wieder aufgehoben. Norris behielt das Problem aber im Auge und konnte 1934 nachweisen, dass die Konzentration von Blei im Straßenstaub seit 1924 um 50 Prozent gestiegen war.

### DieRadium Girls
In Orange (New Jersey) betrieb die United States Radium Corporation seit 1917 eine Fabrik, in der Zifferblätter von Uhren mit radioaktiver Leuchtfarbe bemalt wurden. Die jungen Arbeiterinnen, die später als Radium Girls bekannt wurden, wurden dabei aufgrund der völlig fehlenden Schutzmaßnahmen mit großen Mengen Radium verseucht und erlitten zum Teil schwerste Gesundheitsschäden, eine Reihe von ihnen starb sogar. Nachdem Harrison Stanford Martland, oberster Gerichtsmediziner in Essex County, in der Atemluft der Radium Girls das radioaktive Edelgas Radon nachgewiesen hatte (ein Zerfallsprodukt von Radium), wandte er sich an Charles Norris und Alexander O. Gettler. Gettler gelang es im Jahre 1928, in den Knochen von Amelia Maggia, einer der jungen Frauen, selbst fünf Jahre nach deren Tod noch eine hohe Konzentration an Radium nachzuweisen.

### Todesfälle durch Kohlenmonoxid
Das früher in den Haushalten zur Beleuchtung, zum Kochen und zum Heizen verwendete Stadtgas enthielt Kohlenmonoxid und war daher für zahlreiche Todesfälle verantwortlich. Norris zählte alleine im Jahr 1925 618 tödliche Unfälle durch unbeabsichtigte Kohlenstoffmonoxidvergiftung, dazu 388 Selbstmorde und drei Morde.
Im Rahmen ihrer beruflichen Tätigkeit konnten Norris und Gettler mehrere Mörder überführen, die ihre Opfer mit Kohlenmonoxid vergiftet hatten, andererseits aber auch Unschuldige vor der Verurteilung bewahren.
Im Dezember 1926 wurde Francesco Travia bei dem Versuch verhaftet, die zerstückelte Leiche von Anna Fredericksen zu beseitigen. Travia gab an, er habe mit der Frau in seiner Wohnung Whiskey getrunken und sei dann eingeschlafen. Als er aufgewacht sei, habe Fredericksen tot neben ihm gelegen, und er habe gedacht, er hätte sie im Rausch umgebracht. Obwohl Dr. Norris zu dem Schluss kam, die Frau sei an Kohlenmonoxid aus Travias Gasherd gestorben (welches auch für Travias Bewusstlosigkeit verantwortlich gewesen war), wurde Travia des Mordes angeklagt. Norris und Gettler gelang es jedoch, seine Unschuld zu beweisen. Travia wurde vom Vorwurf des Mordes freigesprochen und nur wegen der illegalen Leichenbeseitigung verurteilt.

### Vergifteter Alkohol während der Prohibition
Norris gehörte zu den entschiedenen Gegnern der Prohibition in den Vereinigten Staaten, da das Ausweichen in die Illegalität (Schwarzbrennerei) zu zahlreichen Vergiftungen führte. Im Verlauf der Prohibition kam es nach seinen Schätzungen zu etwa 10.000 Todesfällen durch Methanol und Vergällungsmittel, davon alleine 31 an Weihnachten 1926 in New York. Daher bezeichnete er die Prohibition auch als „unser nationales Ausrottungsexperiment“.
Am 12. Februar 1927 wurde Norris in das Präsidium des Advisory Board of the Association Against Impure Liquor (dt.: „Beratungsgremium der Gesellschaft gegen verunreinigte Spirituosen“) gewählt. In dieser Gesellschaft hatten sich Mediziner, Krankenhausbetreiber und Apotheker zusammengeschlossen, um gegen den vergifteten Alkohol zu kämpfen.

## Korruptionsvorwürfe und Tod
Im Mai 1935 wurde Norris vom neu gewählten Bürgermeister von New York, Fiorello LaGuardia, öffentlich beschuldigt, fast 200.000 Dollar unterschlagen zu haben. Nach fast einem Monat fanden die Ermittler jedoch heraus, dass Norris nicht nur kein Geld veruntreut, sondern ganz im Gegenteil seine Behörde auch noch mit erheblichen Summen aus seiner eigenen Tasche unterstützt hatte.
Im Juni 1935 begab sich der gesundheitlich bereits angeschlagene Norris auf eine schon länger geplante Südamerikareise. Nach seiner Rückkehr verschlechterte sich sein Zustand zusehends. Er starb am Abend des 11. September 1935.